# Diadema
A Diadema a tengerisünök (Echinoidea) osztályának Diadematoida rendjébe, ezen belül a Diadematidae családjába tartozó nem.

## Rendszerezés
A nembe az alábbi 8 faj tartozik; ezekből 3 fosszilis:
- Diadema africanum Rodríguez, Hernández, Clemente & Coppard, 2013
- Diadema antillarum Philippi, 1845
- Diadema clarki Ikeda, 1939
- †Diadema megastoma A. Bell, 1897 - pliocén
- Diadema mexicanum A. Agassiz, 1863
- Diadema palmeri Baker, 1967
- Diadema paucispinum A. Agassiz, 1863
- †Diadema principeana Weisbord, 1934 - késő eocén
- Diadema savignyi (Audouin, 1829)
- Diadema setosum (Leske, 1778) - típusfaj
- †Diadema vetus Lambert, 1931 - kora miocén

A fenti elfogadott fajok mellett, még van 1 nomen nudum is:
- Diadema africana Rodríguez, Hernández & Clemente, 2010

## Képek

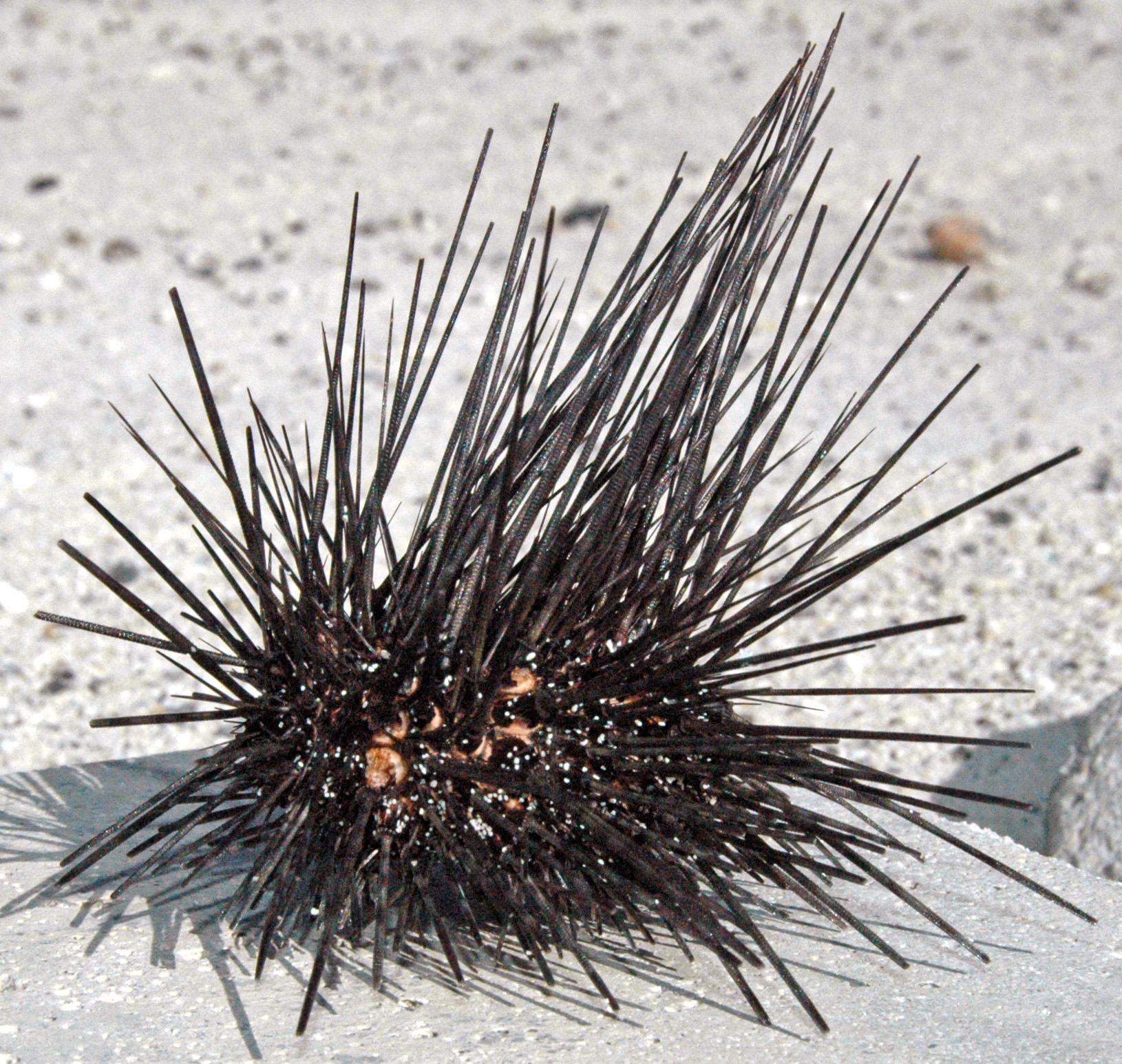
Diadema antillarum
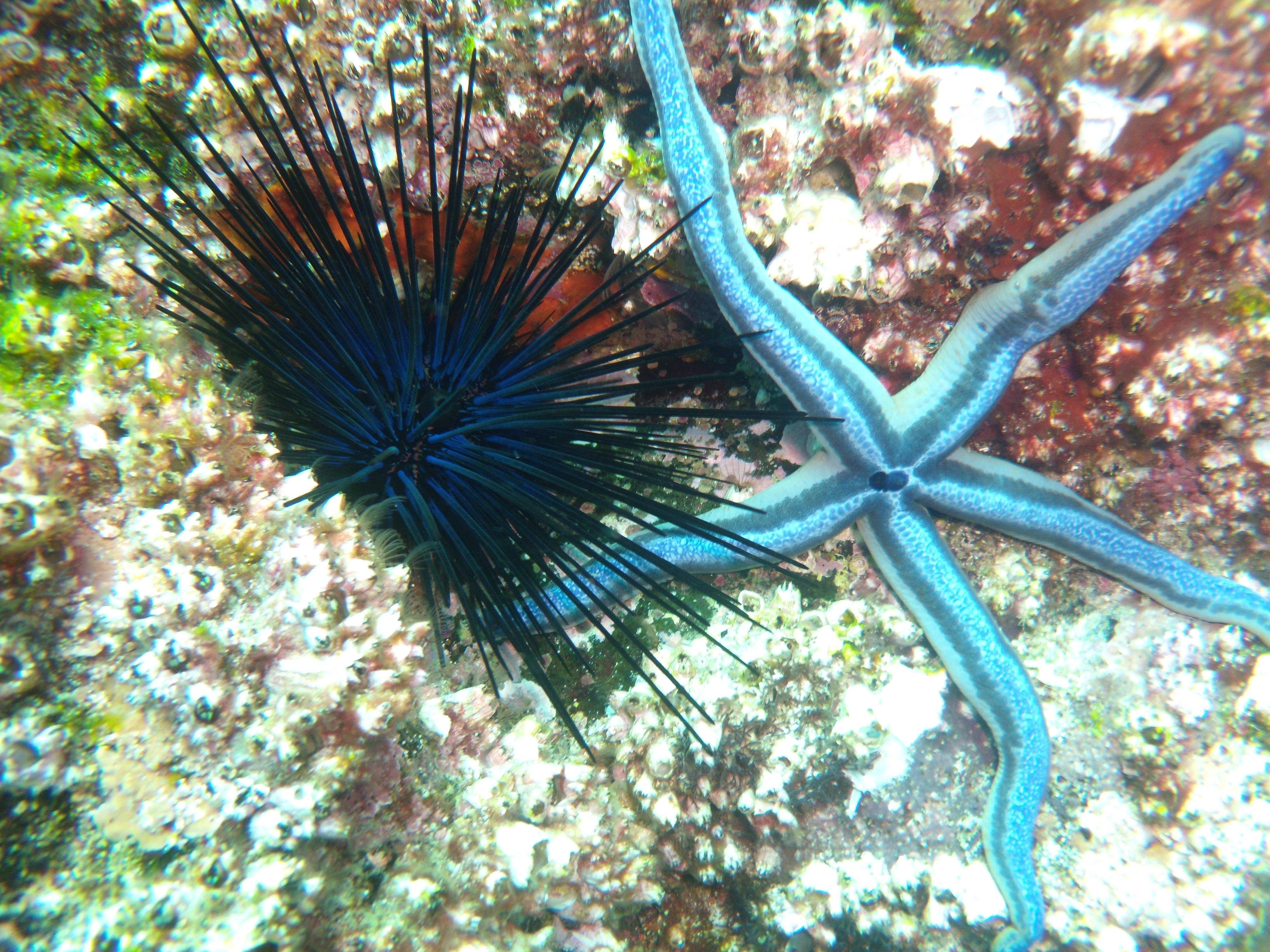
Diadema mexicanum
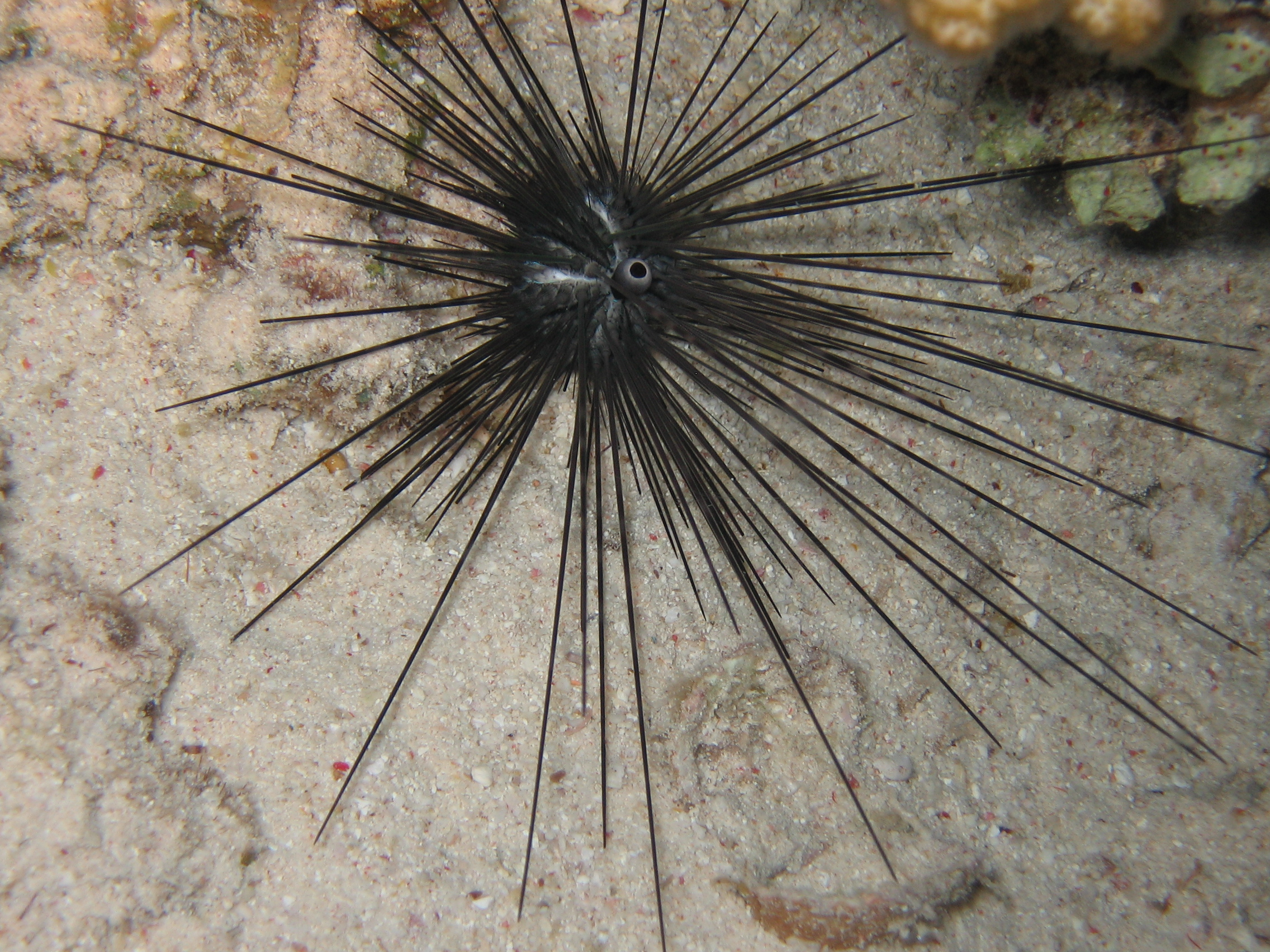
Diadema paucispinum
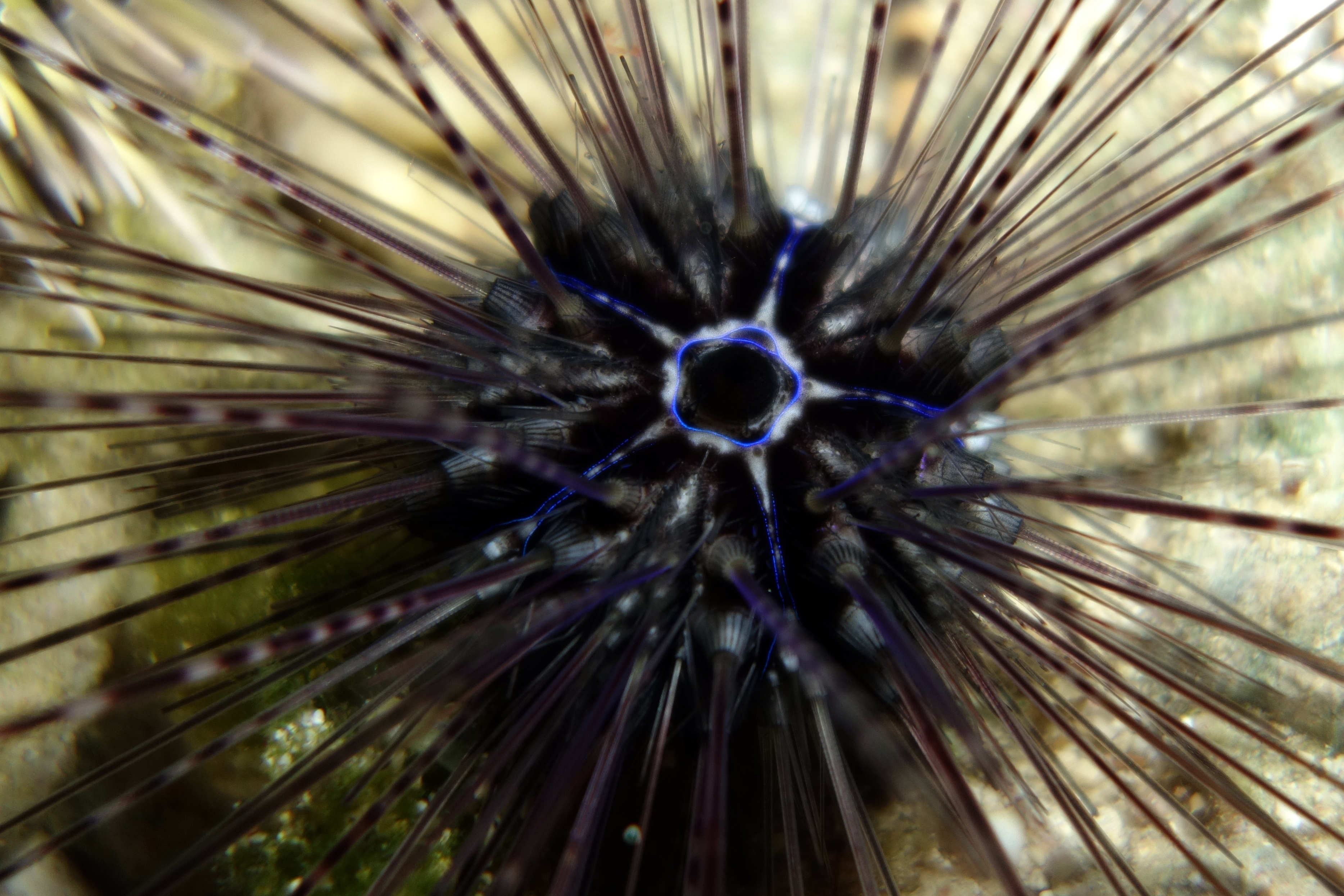
Diadema savignyi